# 1861 en photographie
| Années de la photographie : 1858 - 1859 - 1860 - 1861 - 1862 - 1863 - 1864    |
| Décennies de la photographie : 1830 - 1840 - 1850 - 1860 - 1870 - 1880 - 1890 |

Cet article présente les faits marquants de l'année 1861 en photographie.

## Événements
- Jules Chevrier découvre des instruments de travail (chambres photographiques) de Nicéphore Niépce et en fait don à l'école de dessin de Chalon-sur-Saône, futur Musée Denon[1].

- février : Hilda Sjölin ouvre un atelier de photographie dans sa maison à Malmö .

- novembre : le patriote italien Cesare Bernieri ouvre à Turin avec son frère Luigi un studio de photographie, via Rocca 8 ; Giuseppe Garibaldi est présent à l'inauguration et Bernieri réalise son portrait[2].

- Étienne Carjat s'installe dans son propre atelier au 56, rue Laffitte à Paris[3].

- Rosine Cahen ouvre, sous le pseudonyme de Madame Moriss, son atelier de photographie à l'angle du 36 rue Saint-Lazare et du 78 rue Taitbout à Paris ; elle y réalise des portraits, des reproductions, et donne des « leçons aux dames »[4].

- Ukai Gyokusen s'installe à Edo (Tokyo) et y crée un studio qu'il appelle Eishin-dō (影真堂?), mentionné dans une publication de la fin de 1861 intitulée Ō-Edo tōsei hanakurabe shohen [Première compilation des contemporains du grand Edo][5] ; Edo est alors fermé aux étrangers et ses clients sont donc tous Japonais[6].

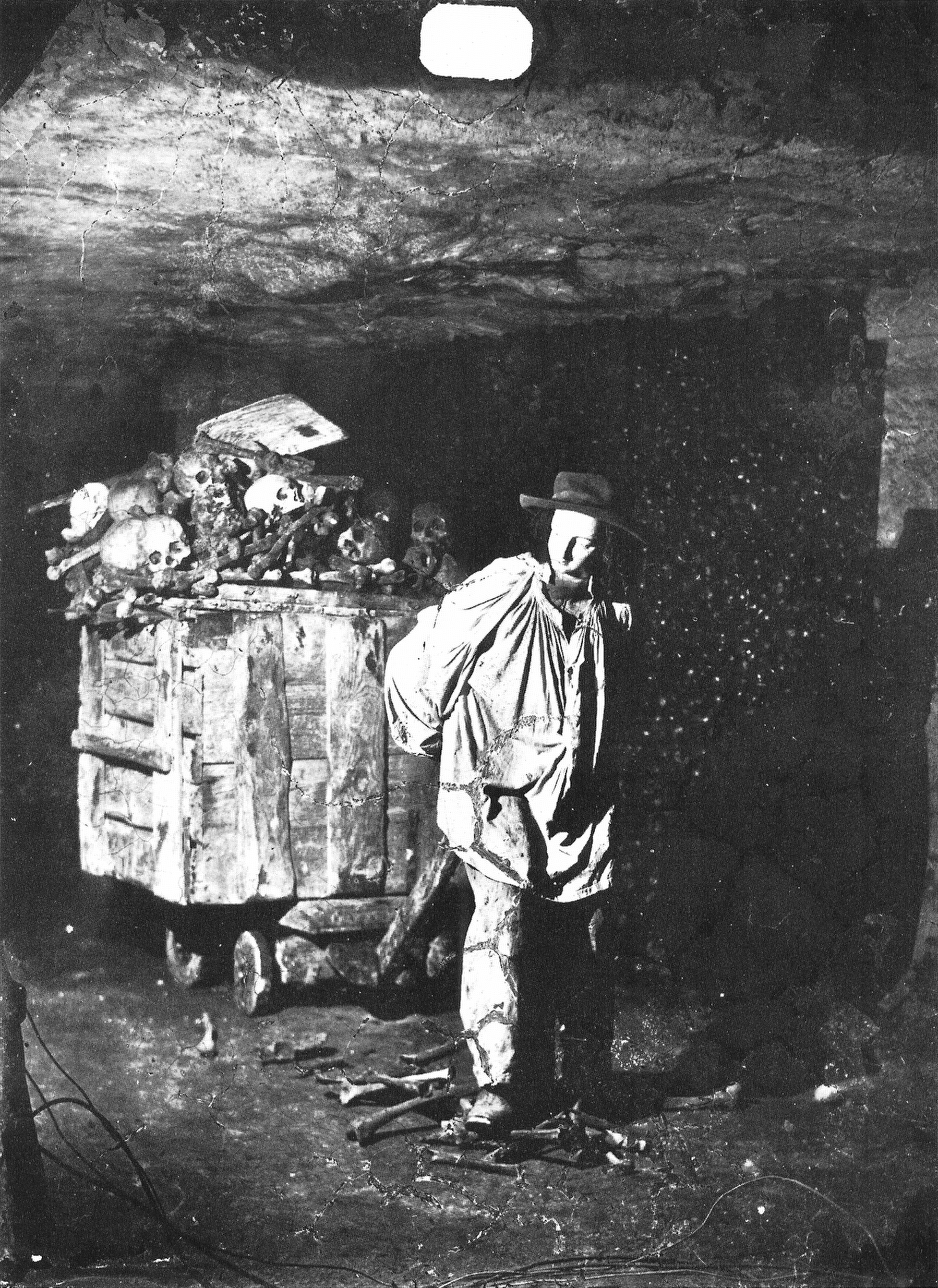
Nadar, photographie des Catacombes de Paris avec utilisation de lumière artificielle ; le temps de pose nécessaire est de 20 minutes, ce qui explique l'utilisation de mannequins.

- février : Nadar dépose en France un brevet de photographie à la lumière artificielle ; il photographie les égouts et les catacombes de Paris[7].

- 22 mars : la Société photographique de Vienne est fondée à Vienne en Autriche.

- Création de l'Edinburgh Photographic Society (en).

- novembre : le photographe français Louis Legrand, installé à Shangaï depuis 1857, inspire au journaliste Albert Kaempfen le personnage d'une fiction publiée en feuilleton dans L'Illustration[8],[9].

- Création à Paris du Studio Chevojon, agence photographique spécialisée dans le reportage industriel, la photographie d'architecture et les décors filmographiques[10].

## Photographies notables

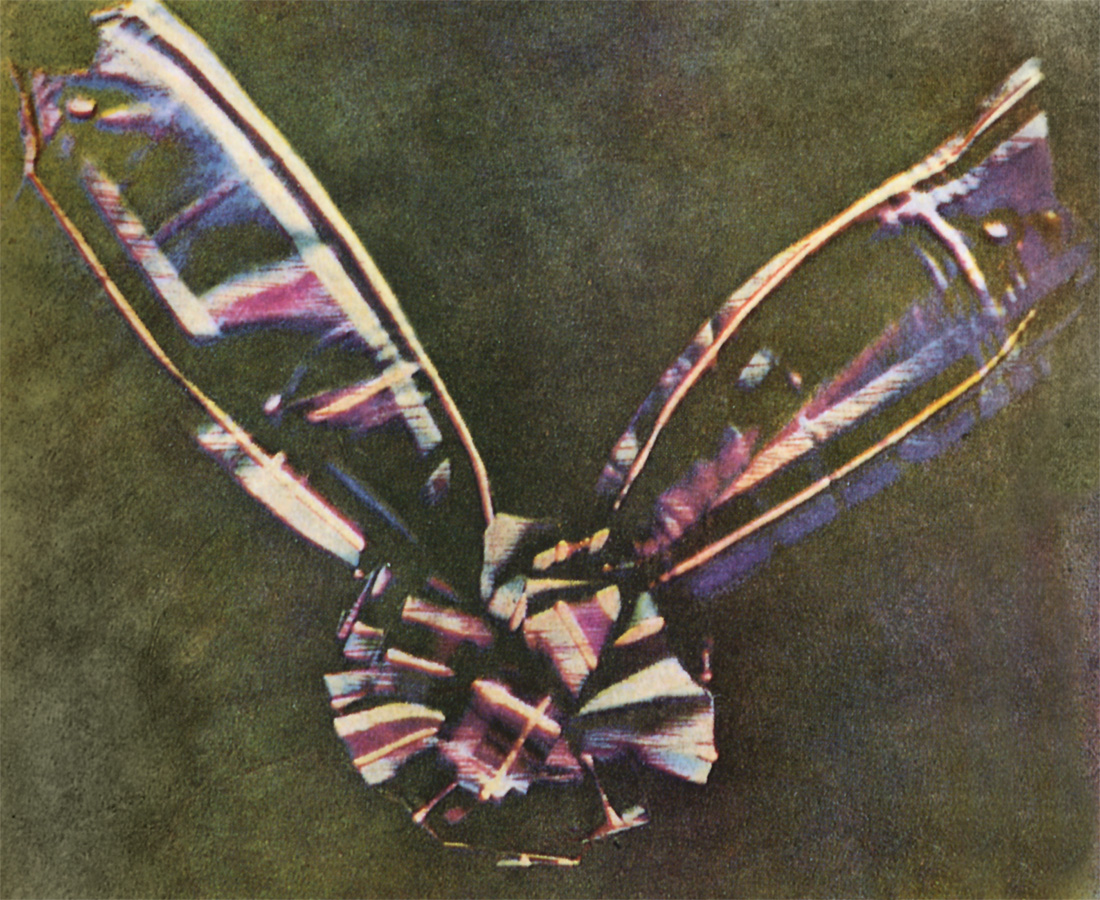
Thomas Sutton / James Clerk Maxwell, Tartan Ribbon [Ruban écossais].

- Thomas Sutton réalise sous le contrôle de James Clerk Maxwell la première photographie couleur durable, Tartan Ribbon,  selon la méthode des trois couleurs : Maxwell a demandé à Sutton de photographier un ruban écossais à trois reprises, chaque fois avec un filtre de couleur différente (rouge, vert, bleu-violet) sur l'objectif. Les trois photographies ont été développées, imprimées sur verre, puis projetées sur un écran à l'aide de trois projecteurs différents, chacun équipé du même filtre de couleur que celui utilisé pour la photographie. Superposées sur l'écran, les trois images forment une image en couleurs : cette approche est à la base de presque toutes les formes de photographie couleur (film, vidéo analogique, numérique)[11],[12].

- Les frères Bisson, Auguste-Rosalie et Louis-Auguste, prennent les premières photographies depuis le sommet du Mont Blanc.

- Carleton Watkins, Cathedral Rock, photographie prise dans le Parc national de Yosemite aux États-Unis[13].

- vers 1861 - 1865 : Étienne Carjat réalise une série de portraits du mime Charles Deburau dans les sept péchés capitaux[14].

## Livres de photographies
- Pierre Petit, Galerie des hommes du jour. Portraits photographiés de la maison Pierre Petit et Trinquart exécutés d'après nature, textes de Théodore Pelloquet, Paris, bureaux de la photographie des Deux-Mondes [nom de l'atelier de Petit, 31, place Cadet] : la publication, trop luxueuse, s'interrompt après la septième livraison[15].

## Études, essais, articles
- Marie-Alexandre Alophe, Le Passé, le présent et l'avenir de la photographie : manuel pratique de photographie, Paris, Dentu, 47 p.
- Marc Antoine Gaudin, Vade-mecum du photographe : notice abrégée du daguerréotype et de la photographie sur papier, avec un répertoire de chimie et physique et un formulaire , Paris, Poitevin, 1861, 212 p. (Lire en ligne).

## Naissances

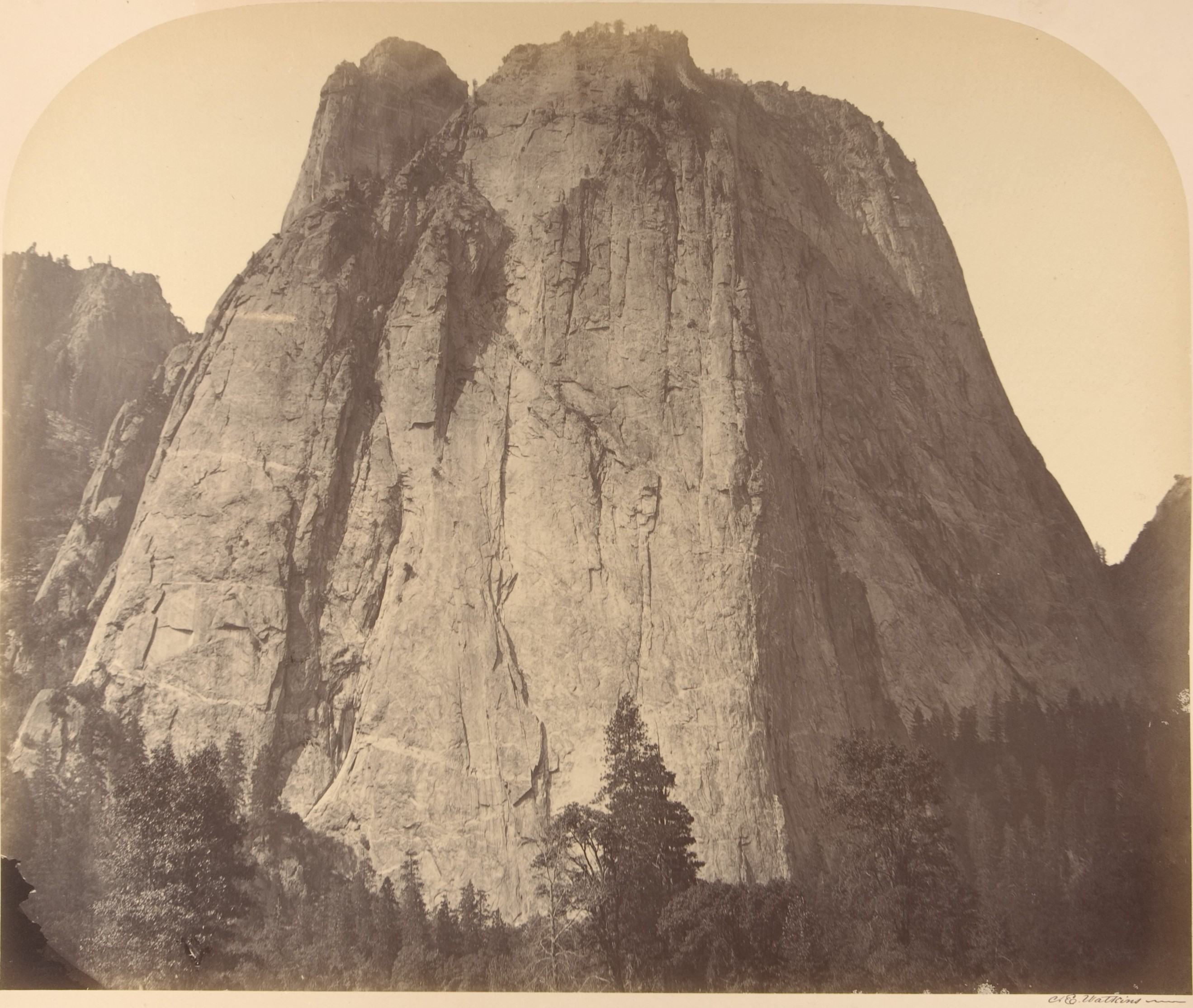
Carleton Watkins, Cathedral Rock, épreuve à l'albumine argentique à partir d'un négatif sur verre.

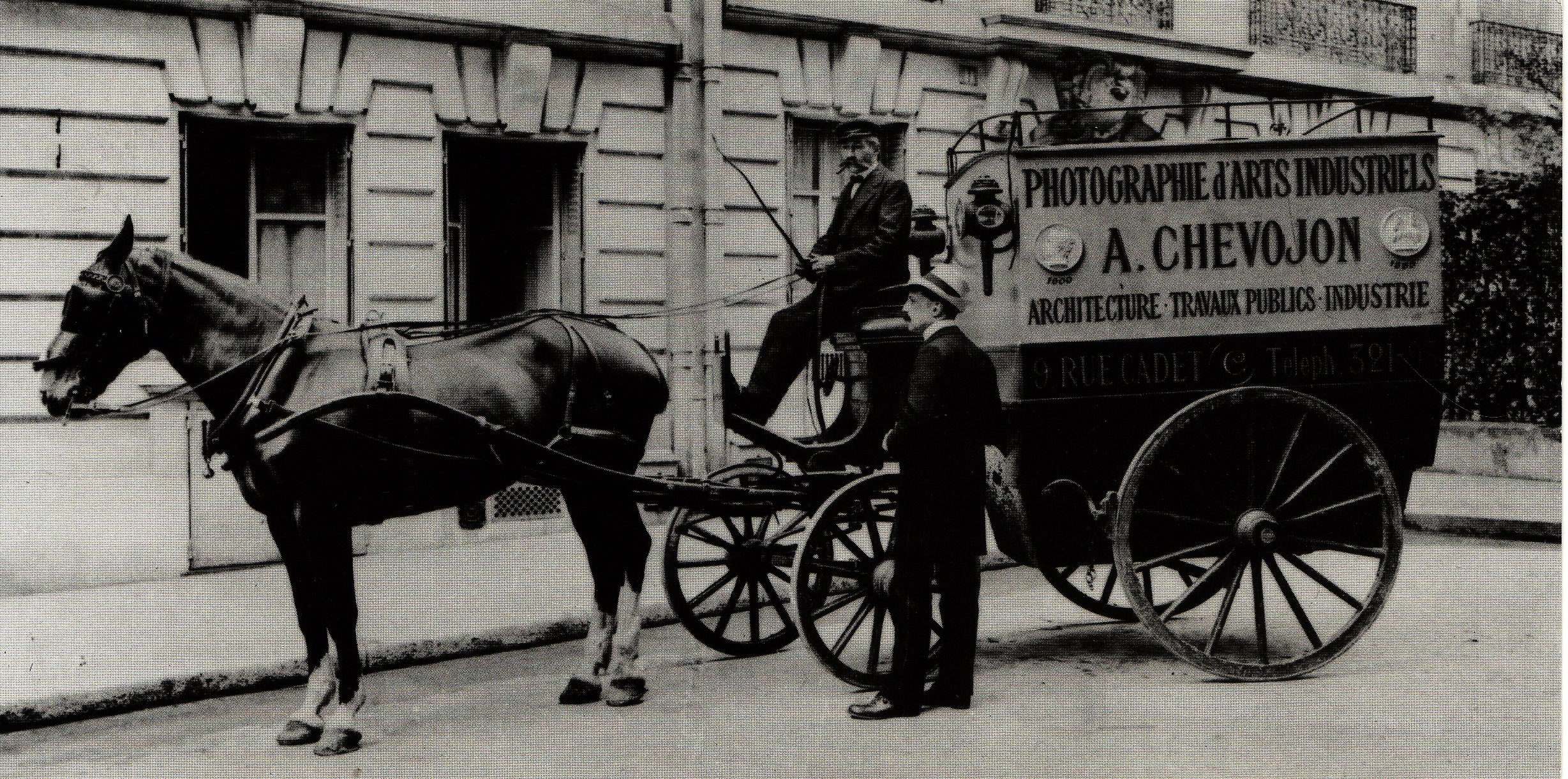
L'hippomobile du Studio Chevojon.

- 10 février : Henri-Gédéon Daloz, artiste peintre et photographe français, mort le 2 novembre 1941.
- 12 février : Frank Rinehart, photographe américain, mort le 17 décembre 1928.
- 8 mars : Lina Jonn, photographe suédoise, morte le 25 décembre 1896.
- 1er avril : Venancio Gombau, photographe espagnol, mort le 11 août 1929.
- 19 juillet : August Stauda, photographe autrichien, mort le 8 juillet 1928.
- 22 juillet : Kamei Koreaki, photographe japonais, mort le 18 juillet 1896.
- 5 août : Alberto G. Valdeavellano, photographe guatémaltèque, mort le 16 juillet 1928.
- 26 août : Émile Hamonic,  éditeur d'art, peintre et photographe français, mort le 24 juillet 1943.
- 15 septembre : Suzanne Tranchant, photographe et sculptrice française, morte le 24 décembre 1942.
- 25 septembre : Guido Boggiani, photographe et ethnologue italien, mort le 7 mai 1902.
- 27 septembre : Paul Boyer, photographe français, mort le 20 décembre 1952.
- 17 novembre : Wallace Nutting, pasteur, artiste et photographe américain, mort le 19.
- 20 novembre : Guido Rey, alpiniste, écrivain et photographe italien, mort le 24 juin 1935.

- Date précise non renseignée ou inconnue :
  - Léon François-Francis de Jongh, photographe français, mort en 1944.
  - Adolf Mas i Ginesta, photographe espagnol, mort en 1936.
  - Eugene de Salignac, photographe américain, mort le 4 novembre 1943.
  - Edith Watson, photographe canadienne, morte en 1943.

## Décès
- 10 mars : Étienne Casimir Oulif, inventeur et photographe français, actif à Metz, né le 4 mars 1804.
- 27 avril : Antoine Fauchery, écrivain et photographe français, actif en Australie et en Chine, né le 15 novembre 1823.
- 27 octobre : Marcellin Jobard, lithographe, journaliste et photographe belge d'origine française, né le 17 mai 1792.